# Ballechin House
Ballechin House  era uma propriedade Georgiana que ficava perto de Grandtully, Perthshire, na Escócia. Foi construída em 1806, no local de uma antiga mansão que tinha pertencido à família Steuart desde o século XV.
Em 1834, o major Robert Steuart (1806-1876) herdou a casa e alugava-a a inquilinos enquanto prestava serviço militar no Exército da Índia. Durante o tempo que passou na Índia, Steuart passou a acreditar na reencarnação e na transmigração.  Regressou à casa em 1850 e viveu lá com os seus muitos cães: supostamente terá dito que, quando morresse, iria reencarnar na forma de um cão.  O major Steuart nunca se casou, mas havia rumores de que tinha uma relação com uma empregada muito mais nova do que ele que morreu na casa em 1873.  Após a morte do major, a casa foi herdada pelo seu sobrinho, John Skinner, que passou a utilizar o apelido Steuart.  Temendo que o seu tio reencarnasse na forma de um cão, o sobrinho terá matado todos os cães que havia na casa. Foi a partir desta história que surgiu a lenda de que Robert Steuart terá sido obrigado a assombrar a casa como um espírito sem corpo. A primeira testemunha de uma assombração foi uma empregada que terá visto o fantasma em 1876.
Em 1896, a casa foi investigada por John Crichton-Stuart, 3º Marquês de Bute com a ajuda de investigadores paranormais da Society for Psychical Research. Na altura, Ballechin House tinha a reputação de ser "a casa mais assombrada da Escócia", com várias semelhanças à assombração da Reitoria de Borley, incluindo a aparição de uma freira fantasma.  A equipa de investigadores da Society for Psychical Research incluía a conhecida Ada Goodrich Freer.  Em 1899, foi publicada a obra The Alleged Haunting of B---- House de Crichton-Stuart e Freer e surgiu como uma série no The Times, incluindo um diário que Freer escreveu na altura. Crichton-Stuart ficou em Ballechin durante as investigações e terá dito "não consigo entender porque é que uma casa tão bonita tem uma reputação tão má".[carece de fontes?]
A Ballechin House ficou desabitada em 1932, e grande parte da casa foi demolida em 1963, depois de um incêndio, tendo sobrevivo apenas os antigos quartos dos criados e os edifícios exteriores. Também se perderam as obras de arte e mobília que tinham sido coleccionadas pela família Steuart ao longo de várias gerações, incluindo peças do médio oriente que reflectiam o envolvimento da família com a Companhia Britânica das Índias Orientais.[carece de fontes?]